# جود الغامض
جود الغامض (جود المغمور في بعض الترجمات العربية)، بالإنجليزية Jude the Obscure، هي آخر رواية مكتملة لتوماس هاردي. نشرت لأول مرة مجزأة في مجلة ابتداء من ديسمبر/كانون الأول 1894 قبل أن يعاد نشرها مجمعة في كتاب واحد سنة 1895. الشخصية المحورية في الرواية هي جود فاولي، شاب من الطبقة العاملة يأمل في أن يدخل الجامعة. الشخصية الرئيسية الأخرى في الرواية هي قريبته وعشيقته سو (سوازن) برايدهيد. ركزت الرواية على مواضيع الطبقية، التعليم، الدين والزواج.

## ملخص الرواية
تحكي الرواية قصة جود فاولي، يعيش في قرية بجنوب إنجلترا (جزء من إقليم ويسكس الخيالي) الذي يحلم بأن يصبح طالبا في مينة كرايتمنستر (وهي مدينة خيالية شبيهة بأوكسفورد). في صغره، تعلم جود بنفسه الإغريقية واللاتينية في وقت فراغه، بينما كان يعمل في مخبزة عمته، لكن قبل أن ينجح في تحقيق هدفه، التقى بأرابيلا دون، فتاة محلية قامت بإغواءه. ادعت أرابيلا فيما بعد أنها حامل، واضطر جود للزواج منها. هذا الزواج لم يدم طويلا، فسرعان ما اكتشف جود أن أرابيلا كذبت بخصوص حملها، وقرر الزوجان الانفصال، لتذهب أرابيلا برفقة أسرتها إلى أستراليا، بينما واصل جود دراسته للكتب الكلاسيكية، واتجه للعيش في كرايستمنستر.
التقى جود في تلك المدينة بقريبته، سوزان برايدهيد ووقع في حبها، لكن سوزان ستتزوج فيما بعد بالسيد فيلوتسون، معلم جود السابق، رغم أنه يكبرها سنا. تندم سوزان بسبب الخطوة التي أقدمت عليها، وأن الشخص الذي تحبه فعلا هو جود وليس فيلوتسون. تتخلى سوزان عن زوجها، وتذهب للعيش مع جود، ما يسبب فضيحة لزوجها ويجبره على التخلي عن عمله كمدرس.
بعد فترة تظهر أرابيلا من جديد في حياة جود، لكنها في الواقع عادت لتطلب الطلاق من جود حتى تستطيع الزواج من جديد، وتكشف أنها أنجبت ابنا من جود بعد ثمانية أشهر من افتراقهما كما تلح على جود لتحمل مسؤولية ذلك الطفل.
وعلى مر الأعوام، تنجب سوزان طفلين من جود. الا أن بقاء الزوجين دون زواج يشوه من نظرة المجتمع لهما، فيخسر جود عمله وتلاقي العائلة صعوبات في الحصول على منزل، وتصبح حياتهم أشبه بحياة الرحل، لا يستقرون في مكان إلا غادروه، ليعودوا في الأخير إلى مدينة كرايستمنستر. بعد مشقة تقبل سيدة بتأجير منزلها للعائلة، لكنها ترفض استقبال جود. تبقى سوزان مع ابنيها وابن أرابيلا، وتعترف له بأنها ستنجب ابنا آخر. يثور غضب ابن أرابيلا، إذ يعتقد أن مجيء طفل آخر سيسبب المزيد من المشاكل. في اليوم الموالي يأتي جود لتناول الإفطار مع عائلته، ليجد الزوجان أن ابن أرابيلا قام بقتل أخويه، ومن ثم انتحر شنقا، تاركا ملاحظة «لقد قمت بهذا لأن عددنا كبير»، وعلى إثر الصدمة، تفقد سوزان جنينها.
تصبح سوزان أكثر تدينا، وتؤمن بأن ما حدث لها هو عقاب من الله، لأنها عاشت مع رجل دون زواج، وأن ابنيها غير شرعيين، فهي كانت ولا زالت زوجة فيلوتسون. أرابيلا، التي ظهرت سابقا كأرملة بعد وفاة زوجها، تكون على علم بمشاعر سوزان، وتراسل فيلوتسون. يبدي هذا الأخير استعدادا لمسامحة سوزان ويعرض عليها الزواج مرة أخرى. رغم محاولات جود لمنعها، تصر سوزان على إعادة الزواج من فيلوستون، وهو قرار ستندم عليها كما ندمت المرة الأولى.
تستغل أرابيلا الفرصة، لتجبر جود على إعادة الزواج منها. تكتشف أرابيلا أنها ارتكبت خطئا فادحا، فصحة جود تتدهور بشكل خطير، ويضطر لملازمة الفراش.
يذهب جود، رغم مرضه وفي يوم عاصف لرؤية سوازن في البلدة التي تقيم بها مع زوجها، تعترف سوزان بحبها لجود، إلا أنها ترفض العودة إليه، وبدل ذلك تقرر الإخلاص في القيام بواجباتها اتجاه زوجها.
يعود جود إلى منزله، وتسوء حالته. تعرض عليه أرابيلا أن تكتب لسوازن لتأتي وتزوره، لكنه يمنعها من فعل ذلك. يموت جود، في حين أن أرابيلا سرعان ما تجد عشيقا جديدا، الطبيب الذي كان يعالج جود، أما سوزان فتواصل حياتها تعيسة مع زوجها لكنها تتظاهر بأنها تشعر «بالراحة» لأنها فعلت الشيء الصواب، وتعلق أرابيلا عند سماع أخبار سوزان بالقول-وهي تنظر إلى نعش جود-: «إنها لن تعرف الراحة إلا إذا كانت مثل ما هو عليه الآن».

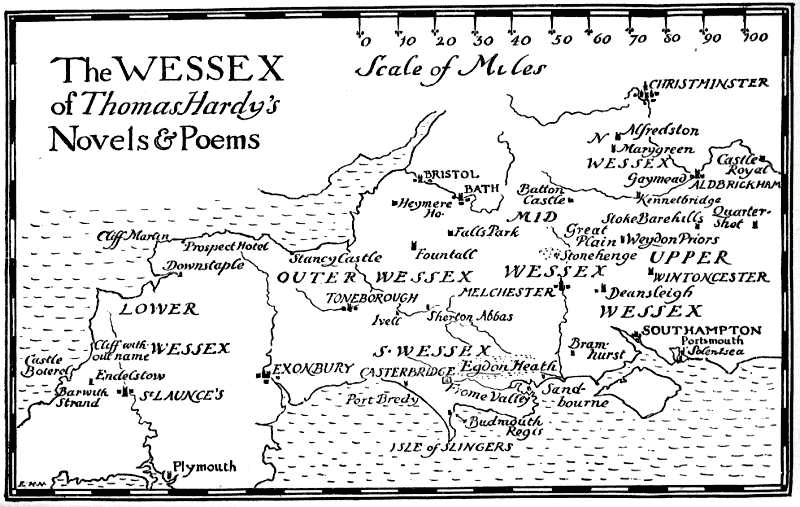
خريطة لإقيلم ويسكس.

## المواضيع الأدبية
الرواية تعرض مجموعة من المشاكل في إنجلترا الفكتورية، خاصة ما تعلق منها بمؤسسة الزواج، دور الكنيسة والتعليم. تطورت هذه المواضيع من خلال استعمال هاردي لفكرة التناقض، على سبيل المثال، في بداية علاقة جود وسوزان، كان جود مسيحيا مؤمنا في حين حياة سوزان الدينية لم تكن قوية، لكن في أواخر الرواية يحدث العكس، إذ يبدأ جود في التخلي عن الدين، أما سوزان فتصبح مؤمنة ملتزمة وتتوثق رابطتها بالكنيسة.
رغم أن هاردي صرح أنه «لم يكتب أبدا كتابا يحوي تفاصيل من حياته الشخصية»، لكن العديد من الآراء تؤكد وجود نقاط مشتركة عديدة بين المواضيع المعالجة في الرواية وحياة هاردي: الزواج غير السعيد، النقاشات الدينية والفلسفية، والمشاكل الاجتماعية.
- جود كان يخطط للالتحاق بالجامعة في مدينة كرايستمنستر، لكنه لم يستطع تحمل تكاليف التعليم، هاردي هو الآخر لم يستطيع الالتحاق بأوكسفورد أو كامبريدج لنفس السبب.
- جود كان يقوم بدراسة الكتب اللاتينية ليلا عند الانتهاء من عمله، وهو نفس الشيء الذي كان يفعله هادري خلال عمله كنحات ثم كمهندس معماري.[6]
- تحول سوزان المفاجئ في حياتها الدينية مشابه لما حدث لزوجة هاردي الأولى، إيما، إذ أصبحت علاقتها قوية جدا بالدين في سنواتها الأخيرة بعد أن كانت لا تولي أهمية كبيرة لهذا الجانب، وهو ما سبب مشاكل بينها وبين زوجها، مثل ما حدث بين جود وسوزان.
- مناهضة هاردي للعنف ضد الحيوان صوره من خلال جود، حيث أبدى هذا الأخير في الرواية كرهه لتعذيب الخنزير بجعله يموت ببطئ ليبقى لحمه طازجا، وكذلك لتعذيب الأرانب قبل موتها.[7][8][9]

حتى أن زوجة هاردي الأولى، إيما، نفسها أبدت قلقها من أن يتم اعتبار الرواية كتصوير لعلاقتها مع توماس هاردي.

## كتابة الرواية
حوالي العام 1887 بدأ هاردي في كتابة ملاحظات حول قصة رجل من الطبقة العاملة، يحاول الالتحاق بالجامعة، ولعله استلهم هذا بعد حادثة انتحار صديقه هوراس مول. ما بين ديسمبر/كانون الأول 1894 ونوفمبر/تشرين الثاني 1895 ظهرت الرواية مجزأة في مجلة هاربر الشهرية الجديدة، تحت عنوان «البسطاء» ثم «قلوب متمردة». في عام 1896 نشرت الرواية في كتاب واحد تحت عنوان «جود الغامض». في مقدمة النسخة الأولى، قدم هاردي تفاصيلا حول كتابته للرواية، مصرحا أن بعضا من أحداثها مستلهمة من وفاة امرأة (ويعتقد على الأرجح أنها قريبة هاردي، تريفينا سباركرس التي توفيت سنة 1890).

## الآراء حول الرواية
قوبلت الرواية بردود فعل عنيفة، وأطلق عليها البعض اسم «جود الفاسق» بدل «جود الغامض».
- من أهم الانتقادات التي وجهت للرواية كانت لوالسهام هوو، أسقف ويكفيلد، الذي قام بحرق نسخة من الرواية،[13] حتى أنه ساد اعتقاد أن هاردي توقف عن كتابة الروايات بسبب ما أحدثته رواية «جود الغامض» من ضجة.
- ديفيد هربرت لورانس، وهو أحد المعجبين بهاردي، قام بتحليل شخصية سوزان برايدهيد، مركزا على جانب رفضها للعلاقة الحميمية، في كتابه «دراسة لتوماس هاردي» سنة 1914.
- كما أن آراء حديثة تشير إلى أن العديد من عناصر الرواية مستلهمة من رواية سبقتها تحت عنوان «أتعاب الخطيئة» للكاتب الفيكتوري لوكاس ماليت.[14]
- الناقد الماركسي تيري إيغلتون ومن خلال مقدمة لنسخة من الرواية نشرت سنة 1974 أكد أنه لا يجب قراءة الرواية «كمأساة لشاب مهووس بالجنس»[15] بل كتحليل للخلفية الاجتماعية والصراع بين ما هو مثالي وما هو حقيقي.[15]

## الاقتباس
- تم اقباس فيلمين رئيسيين من الرواية: الأول تحت عنوان «جود الغامض» سنة 1974 من إخراج هيوغ ديفيد وبطولة روبرت باول وفيونا والكر، والثاني تحت عنوان «جود» سنة 1996 من إخراج مايكل وينتربوتوم وبطولة كريستوفور إيكلاستون وكيت وينسليت.
- تم اقباس مسرحية موسيقية من جزئين من الرواية تحت عنوان «جود الغامض» في أبريل/نيسان 2012.[16]
- توجد حانة في جيريكو بأوكسفورد تحمل اسم جود الغامض.
- الفرقة الموسيقية?Therapy من إيرلندا الشمالية تملك أغنية تدعى جود الغامض في ألبومها Infernal Love سنة 1995.
- المسلسل البريطاني Broadchurch مقتبس من حياة وأعمال توماس هاردي، وفي إحدى لقطات المسلسل ظهرت واحدة من الشخصيات وهي تقرأ الرواية.[17]

## روابط خارجية
- جود الغامض على موقع الموسوعة البريطانية (الإنجليزية)
- جود الغامض على موقع الموسوعة البريطانية (الإنجليزية)

### باللغة العربية
معلومات حول الترجمة العربية للرواية.

### باللغة الإنجليزية
- تحميل الرواية مجانا.
- الرواية على شكل كتاب مسموع.
- معلومات حول الفيلم المقبتس من الرواية سنة 1971.
- معلومات حول الفيلم المقتبس من الرواية سنة 1996.